# IC 378
IC 378 — галактика типу E (еліптична галактика) у сузір'ї Ерідан.
Цей об'єкт міститься в оригінальній редакції індексного каталогу.